# Pseudalosterna fuscopurpurea
Pseudalosterna fuscopurpurea är en skalbaggsart som beskrevs av Nobuo Ohbayashi och Michitaka Shimomura 1986. Pseudalosterna fuscopurpurea ingår i släktet Pseudalosterna och familjen långhorningar.
Artens utbredningsområde är Taiwan. Inga underarter finns listade i Catalogue of Life.